# Rjàvets (Prókhorovka)
|  | Per a altres significats, vegeu «Rjàvets». |

Rjàvets - Ржавец (rus) - és un poble de l'óblast de Bélgorod, a Rússia. El 2010 tenia 481 habitants. Pertany al districte (raion) de Prókhorovka.